# Ислам в Сербии

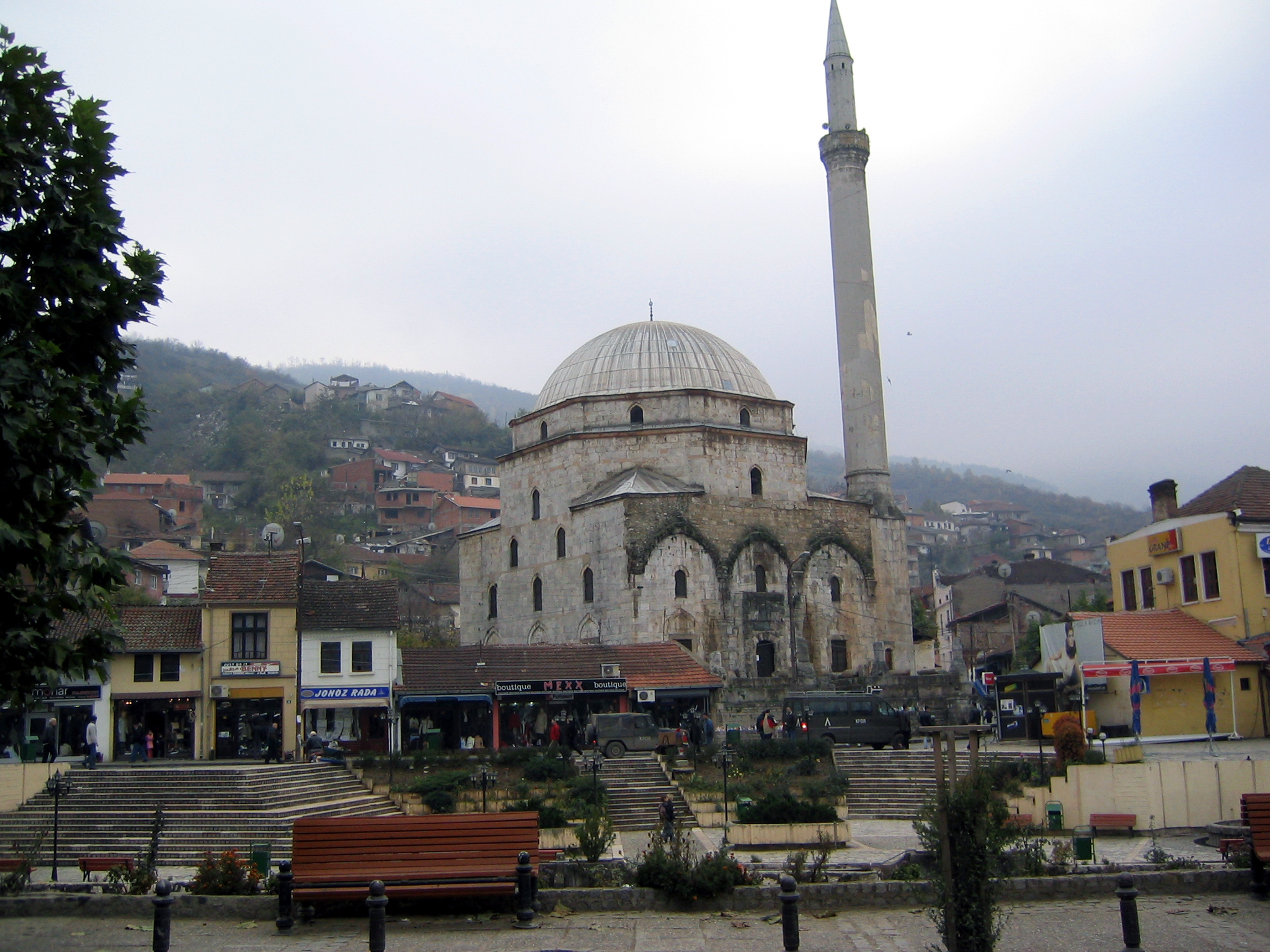
Мечеть в Призрене, Косово и Метохия

Ислам — одна из традиционных религий Сербии, присутствующая на её территории в течение многих веков. Мусульмане Сербии в основном исповедуют ислам суннитского толка. По данным переписи 2002 года в Центральной Сербии и в Воеводине проживает около 240 000 мусульман, или 3,2 % населения этих территорий. Гораздо больше мусульман проживает в Косово, но их число из-за нестабильной ситуации в крае не поддаётся точному подсчёту. Ислама традиционно придерживаются бошняки и албанцы.

## История

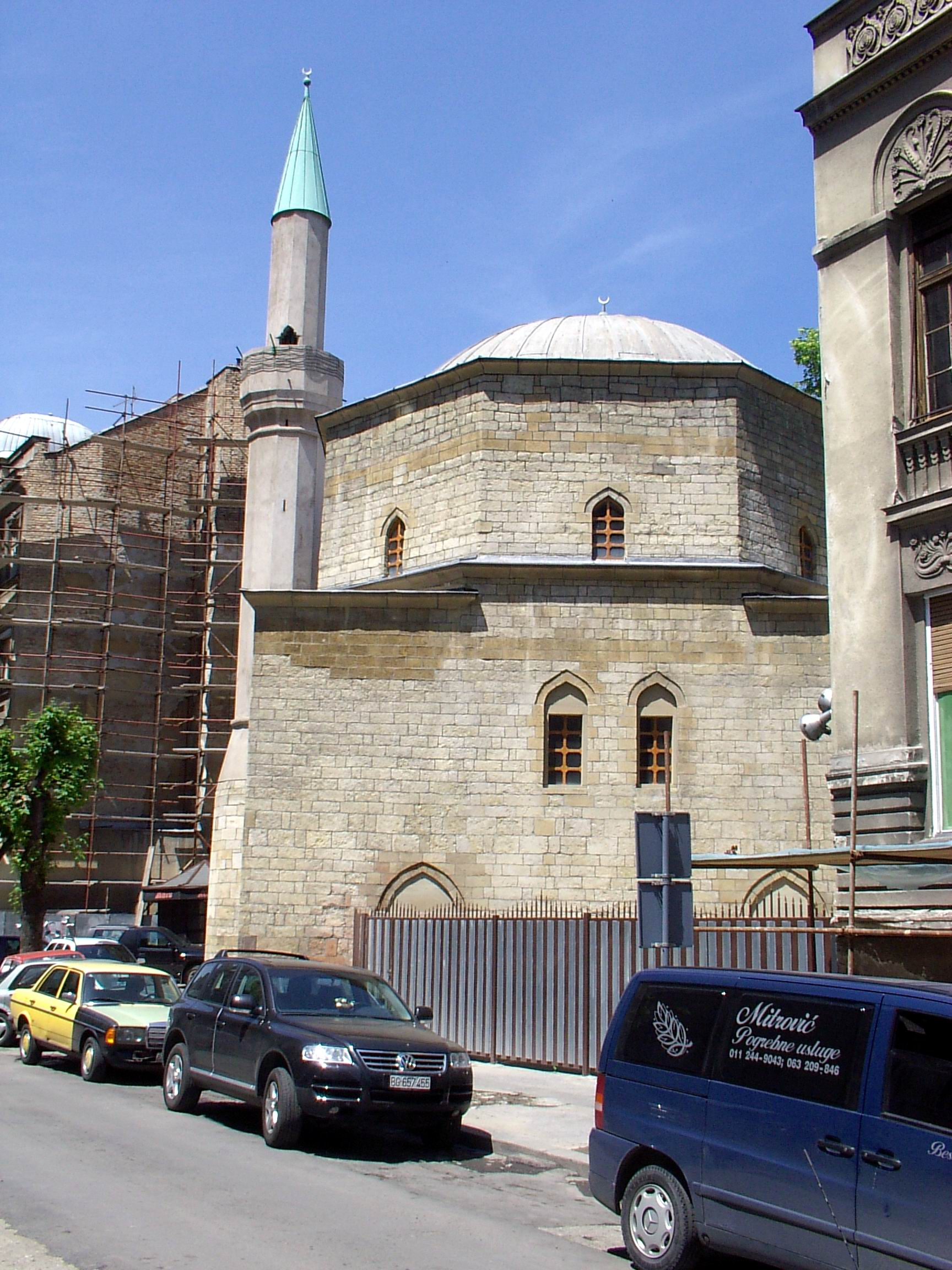
Мечеть Байракли (Белград)

Ислам на территории Сербии стал широко распространяться вместе с расширением Османской империи в XIV—XV веках. После присоединения средневековой Сербии к Османской империи ислам стал крупнейшей здесь религией. Многие славяне приняли ислам (происходила исламизация), также с востока сюда переселялись турки и другие мусульманские народы.
Согласно данным турецкого путешественника Эвлия Челеби в 1660 в Белграде из 98 000 жителей 21 000 были немусульмане, а 77 000 — мусульмане.
В ходе освобождения территории Сербии от владычества Турции в XIX века мусульмане выселялись, а мечети разрушались.

## География
В Центральной Сербии и Воеводине имеется более 190 мечетей, из которых около 120 расположено в Санджаке, 60 — в Южной Сербии и по одной в Белграде (мечеть Байракли), Мали-Зворнику и Суботице. Имеются также два медресе — в Нови-Пазаре и Белграде.

### Мусульмане по округам Сербии (перепись 2002)

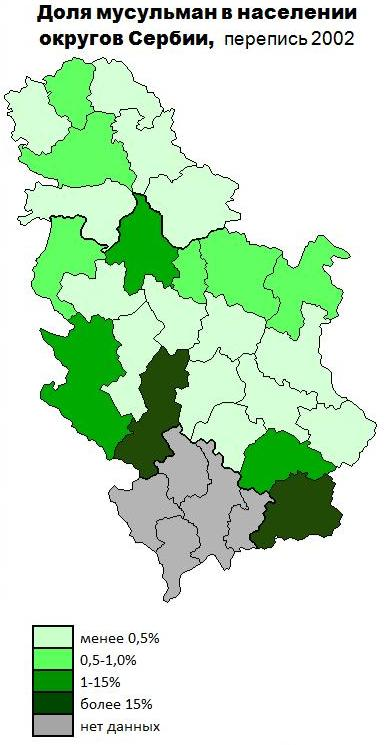
Доля мусульман в населении округов Сербии (2002)

| Округа                  | Численность мусульман, чел. | Доля в населении, % |
| ----------------------- | --------------------------- | ------------------- |
| Округ Белград           | 20366                       | 1,29                |
| Северно-Бачский округ   | 1180                        | 0,59                |
| Средне-Банатский округ  | 957                         | 0,46                |
| Северно-Банатский округ | 273                         | 0,16                |
| Южно-Банатский округ    | 937                         | 0,30                |
| Западно-Бачский округ   | 268                         | 0,13                |
| Южно-Бачский округ      | 4074                        | 0,69                |
| Сремский округ          | 384                         | 0,11                |
| Мачванский округ        | 2255                        | 0,68                |
| Колубарский округ       | 43                          | 0,02                |
| Подунайский округ       | 1162                        | 0,55                |
| Браничевский округ      | 1156                        | 0,58                |
| Шумадийский округ       | 592                         | 0,20                |
| Поморавский округ       | 177                         | 0,08                |
| Борский округ           | 885                         | 0,60                |
| Заечарский округ        | 220                         | 0,16                |
| Златиборский округ      | 46844                       | 14,95               |
| Моравичский округ       | 103                         | 0,05                |
| Рашский округ           | 96312                       | 33,07               |
| Расинский округ         | 146                         | 0,06                |
| Нишавский округ         | 1431                        | 0,37                |
| Топличский округ        | 191                         | 0,19                |
| Пиротский округ         | 129                         | 0,12                |
| Ябланичский округ       | 3239                        | 1,34                |
| Пчиньский округ         | 56334                       | 24,74               |
| СЕРБИЯ (без Косово)     | 239658                      | 3,20                |

### Мусульмане по общинам Сербии (перепись 2002)
| №  | Община       | Округ              | Число мусульман, чел |
| -- | ------------ | ------------------ | -------------------- |
| 1  | Нови-Пазар   | Рашский округ      | 67 366               |
| 2  | Прешево      | Пчиньский округ    | 30 507               |
| 3  | Тутин        | Рашский округ      | 28 558               |
| 4  | Буяновац     | Пчиньский округ    | 25 595               |
| 5  | Сьеница      | Златиборский округ | 21 149               |
| 6  | Приеполе     | Златиборский округ | 16 968               |
| 7  | Прибой       | Златиборский округ | 6 997                |
| 8  | Палилула     | Белград            | 4 722                |
| 9  | Земун        | Белград            | 4 533                |
| 10 | Нови-Београд | Белград            | 3 177                |

В четырёх общинах Сербии во время переписи 2002 не зафиксировано ни одного последователя ислама:
- Любовия Мачванского округа
- Жагубица Браничевского округа
- Косьерич Златиборского округа
- Гаджин-Хан Нишавского округа

## Ссылки

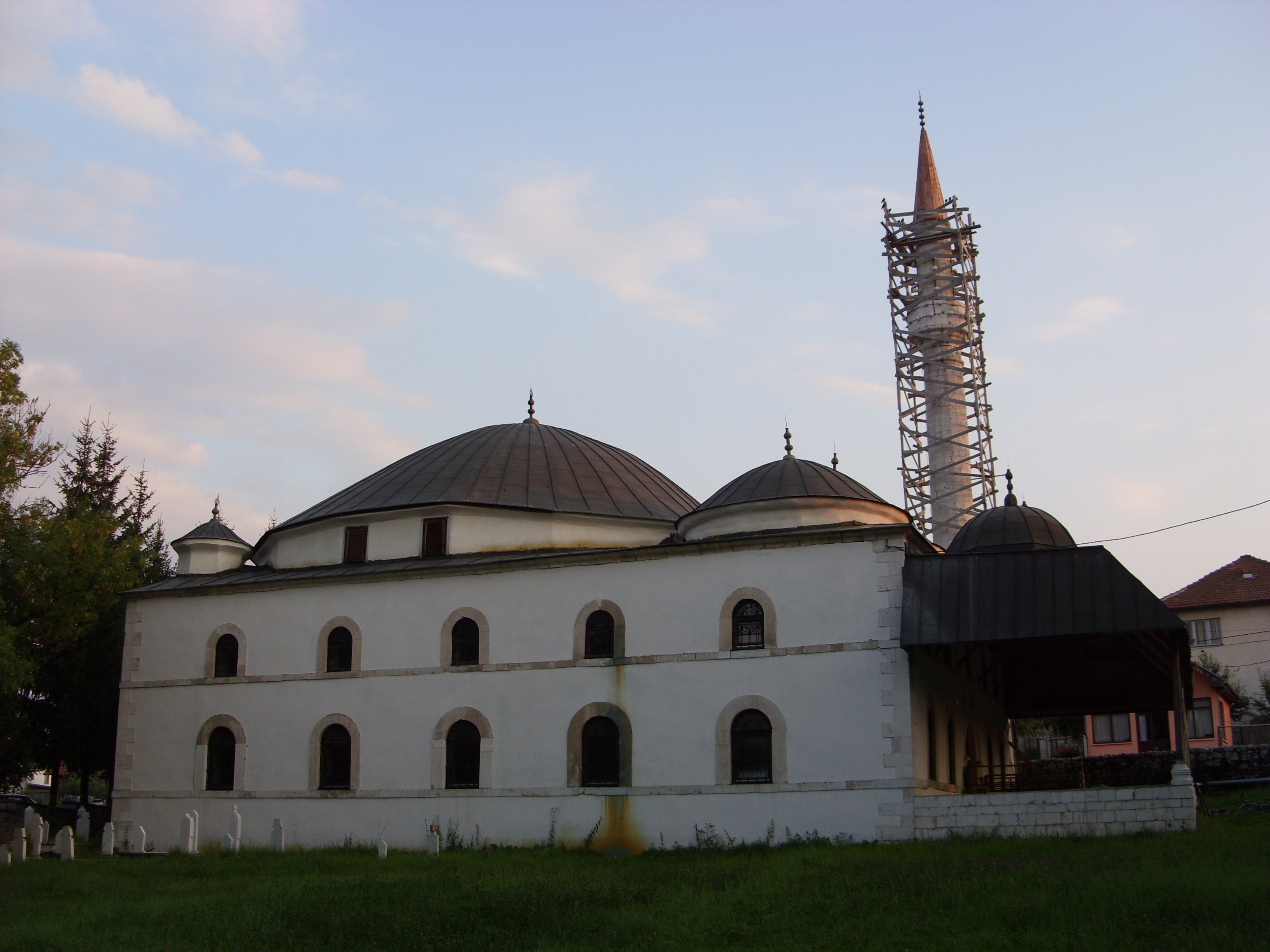
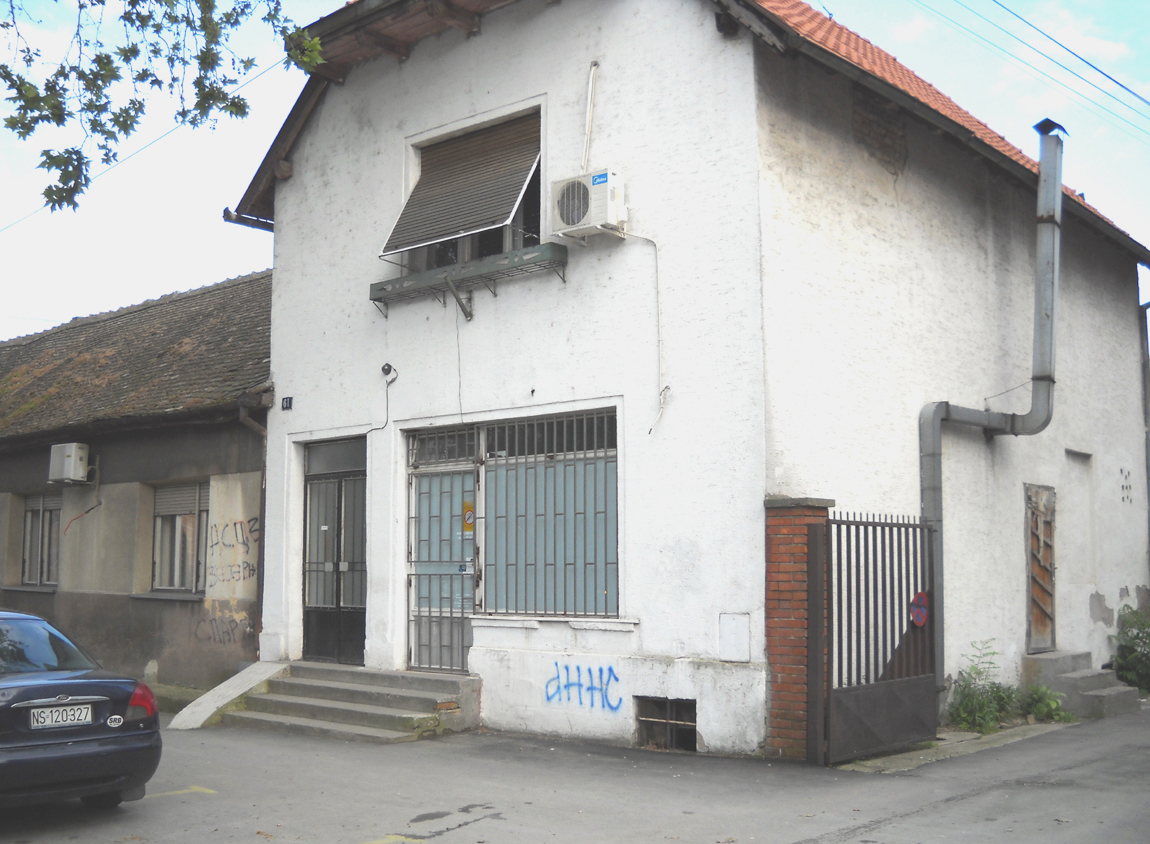